# ISAPI
O Internet Server Application Programming Interface — ISAPI é um protocolo usado por computadores baseados no Windows para rodar uma aplicação dinâmica carregando um módulo externo no espaço de endereçamento do processo do webserver. 
Para usar o ISAPI, é necessário criar uma DLL (biblioteca de vínculos dinâmicos - dynamic link library) que exporte alguns símbolos chamados pelo webserver.
Essas dlls são carregadas na memória do PC quando se inicia o servidor (IIS, Apache ou outro), disponibilizando-as para o cliente.